# ۳آی اینفوتک
۳آی اینفوتک (انگلیسی: 3i Infotech) شرکت فناوری اطلاعات هندی است، که در سال ۱۹۹۳ تأسیس شد.